# Язев, Василий Иванович
Васи́лий Ива́нович Я́зев (24 января 1913, село Курово, Московская губерния — 11 августа 1999, Караганда) — советский строитель; Герой Социалистического Труда (1958).

## Биография
Родился в семье рабочих текстильной фабрики.
В 1934 году окончил Ленинский индустриально-строительный техникум (Москва) по специальности техник-строитель. С 1934 года работал прорабом (с 1935 — старшим прорабом) на строительстве Казахского медеплавильного комбината (Балхаш). С 1939 года — начальник участка на строительстве Акчатауского вольфрамо-молибденового комбината; работал на комбинате по 1947 год.
С 1947 года — начальник строительного управления треста «Прибалхашстрой», с июня 1948 — управляющий треста. Обеспечивал строительство промышленных объектов (Балхашский горно-металлургический комбинат, объекты Коунрадского рудника, теплоэлектроцентраль), жилья и социально-культурных объектов города Балхаш.
В 1958 году удостоен звания Герой Социалистического Труда «за выдающиеся успехи, достигнутые в строительстве и промышленности строительных материалов».
С 1959 года — заместитель председателя Карагандинского облисполкома: руководил жилищно-гражданским строительством, развитием транспорта и связи, благоустройством населённых пунктов, комплексной застройкой Караганды. В 1967 году инициировал разработку генерального плана застройки Караганды. Руководил завершением строительства канала Иртыш — Караганда, Сокурского, Катурского и Жартасского водоводов, аэропорта «Сары-Арка».
В 1979 году вышел на пенсию. Работал генеральным директором объединения «Карагандамебель», жил в Караганде.
Умер 11 августа 1999 года. Похоронен на Новом Михайловском кладбище в Караганде.

### Семья
Сын Валерий; дочь Татьяна.

## Награды
- медаль «За трудовую доблесть» (1942) — за восстановление завода № 517
- медаль «За доблестный труд в Великой Отечественной войне 1941—1945 гг.» (1945)
- медаль «Серп и Молот» Героя Социалистического Труда (№ 9252, 9.8.1958)
- орден Ленина (9.8.1958)
- орден Трудового Красного Знамени
- орден «Знак Почёта»
- медаль «За трудовое отличие»
- премия Совета Министров СССР — за комплексную застройку и планировку города Балхаш
- Почётный гражданин городов Караганда (28.6.1979)[2], Балхаш[3]

## Память
Имя В. И. Язева носят улицы в Балхаше и Караганде.
Памятник В. И. Язеву установлен в Караганде на улице Василия Язева.
Мемориальная доска установлена на доме 26 по улице Воинов-интернационалистов в Караганде, где жил В. И. Язев.